# Cerkev sv. Marije Magdalene, Bazovica
Cerkev sv. Marije Magdalene (italijansko Chiesa di Santa Maria Maddalena) je katoliško bogoslužje v Bazovici pri Trstu. Župnija je del dekanije Opčine.

## Zgodovina
Znano je, da je bila leta 1336 v Bazovici odprta majhna cerkev, posvečena svetima Andreju in Mariji Magdaleni. V 18. stoletju so to cerkvico povečali, vendar je sredi 19. stoletja postala premajhna za vse vernike, ki so želeli obiskovati bogoslužje, zato so se odločili, da jo porušijo in na njenem mestu zgradijo drugo. Sedanja župnijska cerkev je bila zgrajena po načrtu Giuseppeja Sforzija leta 1857 in posvečena 27. julija 1862.